# Peter Jenner
Peter Jenner   (Bath, 1943) és un mànager i productor musical britànic, que anteriorment formava part de Blackhill Enterprises, juntament amb Andrew King i els quatre membres de Pink Floyd entre d'altres. Sota la seva guia, Pink Floyd va començar a actuar a l'escena musical underground de Londres, notablement en un lloc reservat per la London Free School a Notting Hill, i el conegut concert de "Games For May" a la Queen Elizabeth Hall de Londres el 12 de maig de 1967, un esdeveniment ideat per Jenner i King. Després de la sortida de Syd Barrett de Pink Floyd el 1968, Jenner i King van finalitzar la seva relació amb la banda britànica i van continuar com a mànagers de Barrett i altres bandes britàniques.

## Inicis
Després d'obtenir un títol d'honor en economia a la Universitat de Cambridge, Jenner, a l'edat de 21 anys, va treballar com a professor a la London School of Economics. Després de quatre anys a la LSE en va marxar per gestionar la llavors banda emergent Pink Floyd. Jenner va fer diversos concerts gratuïts a Hyde Park, Londres, que incloïa el concert de 1969 de The Rolling Stones.

## Carrera com a mànager
Jenner ha gestionat a Pink Floyd, T Rex, Ian Dury, Roy Harper, The Clash, The Disposable Heroes of Hiphoprisy, Robyn Hitchcock, Baaba Maal, Sarah Jane Morris, Denzil i Eddi Reader (Fairground Attraction). Jenner també ha gestionat a Billy Bragg.